# Renan Wagner
Renan Guilherme Wagner (* 19. Dezember 1991 in Blumenau) ist ein ehemaliger deutsch-brasilianischer Fußballspieler, der vorrangig als zentraler Mittelfeldspieler eingesetzt wurde.

## Karriere
Renan Wagner begann seine Karriere in seiner brasilianischen Heimat beim Verein Campo Grande AC aus Rio de Janeiro. Anfang 2006 wechselte er nach Italien in die Jugend des Zweitligisten Vicenza Calcio. Im Sommer 2008 wurde er von der Jugendabteilung des Erstligisten und Top-Klubs Inter Mailand ausgeliehen, kehrte aber Anfang 2009 wieder nach Vicenza zurück. Im Sommer 2010 verließ er Vicenza Calcio und wechselte zum Zweitligisten AS Varese 1910. In der Saison 2010/11 kam er jedoch nur in der Nachwuchsmannschaft in der Campionato Primavera zum Einsatz. Dort scheiterte er mit der Mannschaft erst im Finalspiel um die Meisterschaft an der Nachwuchsmannschaft von AS Rom. Im Sommer 2011 wurde Wagner für ein Jahr dann an den Drittligisten US Foggia verliehen, nachdem er einen Vertrag bei der ersten Mannschaft unterschrieben hatte. Am 11. September 2011, dem 2. Spieltag der Saison 2011/12, kam er dann zu seinem Debüt im Profifußball, als er im Auswärtsspiel gegen FC Pro Vercelli (0:0) in der 56. Minute für Elia Cortesi eingewechselt wurde. Danach etablierte er sich als Stammspieler. Im Sommer 2012 kehrte er zu AS Varese 1910 zurück, verließ den Klub aber Ende August 2012 schon wieder auf Leihbasis und wechselte zum Drittligisten Virtus Entella. Renan Wagner löste seinen Leihvertrag Ende Januar 2013 jedoch schon wieder auf, nachdem er sich nicht durchsetzen konnte und wechselte auf Leihbasis zum Viertligisten SF Aversa Normanna.